# Brandenburgs voetbalkampioenschap 1912/13
In 1912/13 werd het tweede voetbalkampioenschap gespeeld, dat georganiseerd werd door de Brandenburgse voetbalbond. 
BTuFC Viktoria 1889 werd kampioen en plaatste zich zo voor de eindronde om de Duitse landstitel. De club versloeg in de eerste ronde Prussia-Samland Königsberg en verloor in de halve finale van VfB Leipzig.
Tasmania Rixdorf nam de naam Tasmania 1900 Neukölln aan omdat de naam van het stadsdeel Rixdorf gewijzigd werd in Neukölln. 

## Eindstand
| Plaats | Club                        | Wed. | W  | G | V  | Saldo | Ptn   |
| ------ | --------------------------- | ---- | -- | - | -- | ----- | ----- |
| 1.     | Berliner TuFC Viktoria 1889 | 18   | 14 | 1 | 3  | 62:28 | 29:7  |
| 2.     | Berliner BC 03              | 18   | 13 | 1 | 4  | 52:23 | 27:9  |
| 3.     | Berliner FC Hertha 92       | 18   | 11 | 2 | 5  | 50:32 | 24:12 |
| 4.     | Berliner FC Vorwärts 90     | 18   | 10 | 3 | 5  | 54:34 | 23:13 |
| 5.     | Berliner TuFC Britannia 92  | 18   | 8  | 3 | 7  | 49:36 | 19:17 |
| 6.     | Berliner TuFC Union 1892    | 18   | 7  | 2 | 9  | 34:39 | 16:20 |
| 7.     | Berliner SC Minerva 93      | 18   | 6  | 2 | 10 | 32:39 | 14:22 |
| 8.     | Berliner FC Preußen 1894    | 18   | 5  | 4 | 9  | 34:39 | 14:22 |
| 9.     | SC Tasmania 1900 Neukölln   | 18   | 3  | 4 | 11 | 30:65 | 10:26 |
| 10.    | Berliner TuFC Alemannia 90  | 18   | 1  | 2 | 15 | 18:80 | 4:32  |

|  | Kampioen   |
|  | Degradatie |